# Search Party (serie televisiva)
Search Party è una serie televisiva statunitense di umorismo nero creata da Sarah-Violet Bliss, Charles Rogers e Michael Showalter.  TBS ha ritirato l'episodio pilota a novembre 2015 e la serie viene trasmessa dal 21 novembre 2016 al 7 gennaio 2022.
Il 23 aprile 2018, la serie è stata rinnovata per una terza stagione.
In Italia, la serie viene pubblicata dal 1º maggio 2018 sul servizio on demand Vodafone TV.

## Trama

### Prima stagione
Chantal Witherbottom, una ragazza che frequenta l'università, scompare improvvisamente. La compagna di corso, Dory, intende ritrovarla con l'aiuto dei suoi amici Drew, Elliott e Portia, che si uniscono riluttanti alla sua indagine. Mentre i suoi amici affrontano anche delle difficoltà nelle loro vite, Dory si concentra nella ricerca di Chantal, credendo di essere in pericolo.

### Seconda stagione
Keith Powell, un investigatore privato, viene ritrovato senza vita. Una dei responsabili della sua morte è Dory, che crede erroneamente di essere una minaccia per Chantal. Mentre il gruppo lotta per tornare alle loro vite normali, cercano anche di coprire la morte di Keith, che li colpisce in vari modi.

## Personaggi e interpreti

### Principali
- Dory Sief, interpretata da Alia Shawkat, doppiata da Gaia Bolognesi.
- Drew Gardner, interpretato da John Paul Reynolds, doppiato da Gianfranco Miranda.
- Elliott Goss, interpretato da John Early, doppiato da Edoardo Stoppacciaro.
- Portia Davenport, interpretata da Meredith Hagner, doppiata da Emanuela Damasio.
- Julian Marcus, interpretato da Brandon Micheal Hall, doppiato da Andrea Mete.

### Ricorrenti
- Chantal Witherbottom, interpretata da Clare McNulty
- Keith Powell, interpretato da Ron Livingston
- Lorraine De Coss, interpretata da Rosie Perez
- April, interpretata da Phoebe Tyers
- Mariel, interpretata da Christine Ebersole
- Agnes Cho, interpretata da Jennifer Kim
- Gail, interpretata da Christine Taylor
- Brick, interpretato da Parker Posey
- Gavin, interpretato da Griffin Newman
- Marc, interpretato da Jeffery Self
- Joy, interpretato da Tymberlee Hill
- Deb, interpretata da Judy Reyes

### Ospiti
- Paulette Capuzzi, interpretata da Judy Gold
- Trina, interpretata da Alysia Reiner
- Editrice, interpretata da Kate Berlant
- Edwin, interpretato da Tunde Adebimpe
- Max, interpretato da Michael Showalter
- Farley, interpretato da Linas Phillips
- Penelope, interpretata da Bridey Elliott
- Ragazza sulla metropolitana con la borsa "Chantal", interpretata da Jiggly Caliente
- June, interpretata da Claire Tyers
- Carla, interpretata da Jo Firestone
- Mary Ferguson, interpretata da J. Smith-Cameron

## Episodi
| Stagione         | Episodi | Prima TV USA | Prima TV Italia |
| ---------------- | ------- | ------------ | --------------- |
| Prima stagione   | 10      | 2016         | 2018            |
| Seconda stagione | 10      | 2017         | inedita         |
| Terza stagione   | 10      | 2020         | inedita         |
| Quarta stagione  | 10      | 2021         | inedita         |
| Quinta stagione  | 10      | 2022         | inedita         |

## Produzione
Nel giugno 2015 è stato annunciato che Alia Shawkat, John Early, John Reynolds e Meredith Hagner erano stati tutti ingaggiati nell'episodio pilota, con Sarah-Violet Bliss e Charles Rogers che dirigevano e scrivevano al fianco di Michael Showalter, Lilly Burns, Tony Hernadez, John Skidmore, Brittany Segal come produttori esecutivi e produttori. Nel novembre 2015, TBS ha ordinato la serie.

## Luoghi delle riprese
Le due stagioni sono state girate entrambe a New York: la prima nell'estate 2015.

## Riconoscimenti
- 2017 - Gotham Independent Film Awards[6]
  - Nomination per la Miglior serie televisiva rivoluzionaria in forma lunga